# جهاز المخابرات والأمن الوطني (إثيوبيا)
جهاز المخابرات والأمن الوطني ( NISS ) (بالأمهرية: ብሔራዊ መረጃና ደህንነት አገልግሎት)‏ هي وكالة استخبارات تابعة للحكومة الفيدرالية الإثيوبية مكلفة بجمع المعلومات ذات الاهتمام الوطني. وهي تقوم بمكافحة الإرهاب في البلاد من خلال إبلاغ الشرطة الفيدرالية ، وجمع المعلومات الاستخبارية لقوات الدفاع الوطني الإثيوبية ، والمعلومات اللازمة لإنفاذ القانون المحلي. جهاز الأمن والمخابرات الوطني يخضع لإشراف وزارة السلام . وترفع تقاريرها إلى الوزارة عن مهامها ومهامها. وأعيد تأسيسه عام 2013 وأعيد تسميته إلى جهاز المخابرات والأمن الوطني.

## الواجبات والمهمة
وتتولى مهمة جهاز المخابرات والأمن الوطني التعامل مع مكافحة الإرهاب وجمع المعلومات من أجل السلامة العامة في البلاد.

## السلطة القانونية
أظهر جهاز المخابرات والأمن الوطني في عام 2019 سلطة قانونية وفرض حظر سفر على 3000 فرد من الانتقال إلى بلدان أخرى. جاء ذلك بعد زيارة النواب لمقر المؤسسة.

## التعاون في مجال مكافحة الإرهاب مع وكالات إنفاذ القانون والتجسس الأجنبية
وامتد التعاون مع وكالات إنفاذ القانون والتجسس الأجنبية إلى دول مثل الولايات المتحدة وروسيا وإسرائيل. وفي أغسطس 2019، وقع جهاز الأمن والمخابرات الوطني ومكتب التحقيقات الفيدرالي الأمريكي (FBI) مذكرة تفاهم لمكافحة الإرهاب بشكل مشترك. وفي نوفمبر 2020، اتفق جهاز الأمن والمخابرات الوطني وجهاز المخابرات الإسرائيلي (الموساد) على القتال بشكل مشترك في عمليات مكافحة الإرهاب. وفي 9 يونيو 2021، اتفقت الحكومة الروسية وجهاز الأمن والمخابرات الوطني على تعزيز التعاون في مجال مكافحة الإرهاب المشترك.

## إعادة التسمية والتغييرات
قام جهاز الأمن والمخابرات الوطني، على مدى ثلاثة عقود من وجوده، بعمليات اعتقال وتعذيب لدوافع سياسية للصحفيين الذين يعارضون وجهات نظر الحكومة والأفراد. سمح جهاز الأمن والمخابرات الوطني، في إعادة تسميته، بمراقبة البرلمان في أداء واجباته وأعماله اليومية. كما سُمح لوكالات الإعلام الإخبارية أيضًا بتقديم تقارير عن الرقابة البرلمانية لجهاز الأمن والمخابرات الوطني، حتى لو كانت معظم وسائل الإعلام مملوكة للحكومة، كما سُمح لإحدى وسائل الإعلام الخاصة التابعة للدولة أيضًا بالمراسلة. وقال ديميلاش (المدير السابق لجهاز الأمن والمخابرات الوطني)، إنه في محاولة لإعادة تسمية المؤسسة، سيكون لجهاز الأمن والمخابرات الوطني اسمًا جديدًا - مركز الاستخبارات الوطني (NIC) - بالإضافة إلى شعار جديد. وفي معرض الحديث عن حيثيات إعادة الهيكلة، تحدث دميلاش عن مشروع قانون يخضع حاليا للتدقيق في مجلس الوزراء، ومن المنتظر إحالته إلى مجلس نواب الشعب حيث سيتم المصادقة عليه. وبحسب ديميلاش، فإن القانون الجديد سيحدد بوضوح صلاحيات ومهام جهاز المخابرات، ويضمن خضوع الأنشطة للرقابة المؤسسية والضمانات المناسبة. ويتضمن مشروع القانون أيضًا مادة تمنع جميع موظفي الجهاز من الانتماء إلى أحزاب سياسية، بحيث تكون عملية جهاز المخابرات مستقلة تمامًا وتتمتع بالنزاهة المهنية. لن يكون للضباط وجهاز المخابرات، بشكل عام، أي علاقة بالأنشطة التي تدعم أو تروج أو تؤثر على الأهداف السياسية من أي نوع، والتي يروج لها أي حزب أو منظمة أو مجموعة سياسية قانونية. ويخطط مشروع القانون أيضًا لتعليق قيام جهاز المخابرات بإجراء أي تدقيق أو مراقبة أمنية على الأحزاب السياسية أو المؤسسات القانونية المرتبطة بحرية التعبير.

## التدريب مع الحرس الجمهوري
كما أن جهاز الأمن والمخابرات الوطني مكلف بتخريج وتدريب الحرس الجمهوري في جامعة الاستخبارات والأمن الوطني. "يجب على طلاب الحرس الجمهوري أن يتخرجوا من الكلية الجامعية للاستخبارات والأمن الوطني، التي يديرها جهاز الأمن والمخابرات الوطني. وتهدف هذه الجامعة، التي يديرها جهاز المخابرات والأمن الوطني، إلى تدريبهم على واجباتهم التأديبية، بعد الانتهاء منها و إكمال تدريباتهم البدنية في إثيوبيا."